# Uvaria scabrida
Uvaria scabrida là loài thực vật có hoa thuộc họ Na. Loài này được Oliv. miêu tả khoa học đầu tiên năm 1868.